# Siaesella
Siaesella is een geslacht van weekdieren uit de klasse van de Gastropoda (slakken).

## Soort
- Siaesella fragilis Kano & Kase, 2008